# Hans Finsterer
Hans Finsterer (* 24. Juni 1877 in Weng im Innkreis; † 4. November 1955 in Wien) war ein österreichischer Chirurg.

## Biografie
Hans Finsterer war der Sohn Wenger Kleinbauern. Er studierte Medizin an der Universität Wien und erhielt 1902 sein Doktorat.
Finsterer spezialisierte sich auf den Bereich der Chirurgie, unter anderem arbeitete er als Assistenzarzt in Graz (1907–1909 bei Viktor Hacker), Klagenfurt und Wien (1910–1914 bei Dr. Julius Hochenegg). 1913 wurde Finsterer Privatdozent für Chirurgie, von 1914 bis 1919 leistete er Kriegsdienst.
Im Jahr 1920 wurde Finsterer außerordentlicher Professor für Chirurgie an der Universität Wien, 1947 ebendort ordentlicher Professor für Chirurgie. Zwischen 1935 und 1951 wirkte er als Vorstand der Chirurgischen Abteilung am Allgemeinen Krankenhaus Wien.
Finsterer führte rund 20.000 Operationen durch, darunter über 10.000 Magenoperationen.

## Bedeutung
Finsterer hinterließ viele Publikationen zu fast allen Bereichen der Chirurgie (vor allem der Magenchirurgie und Anästhesie, das Biographische Lexikon von Oberösterreich listet 272 Aufsätze und Abhandlungen von Finsterer auf).
Er entwickelte neue Operationsmethoden, die internationale Anerkennung finden (Finsterer-Drüner-Operation, Hofmeister-Finsterer-Operation sowie die Beschreibung des Finsterer-Zeichens). Eine Besonderheit war, dass er zahlreiche Magen- und Darmoperationen nur unter Lokalanästhesie vornahm.

## Würdigungen

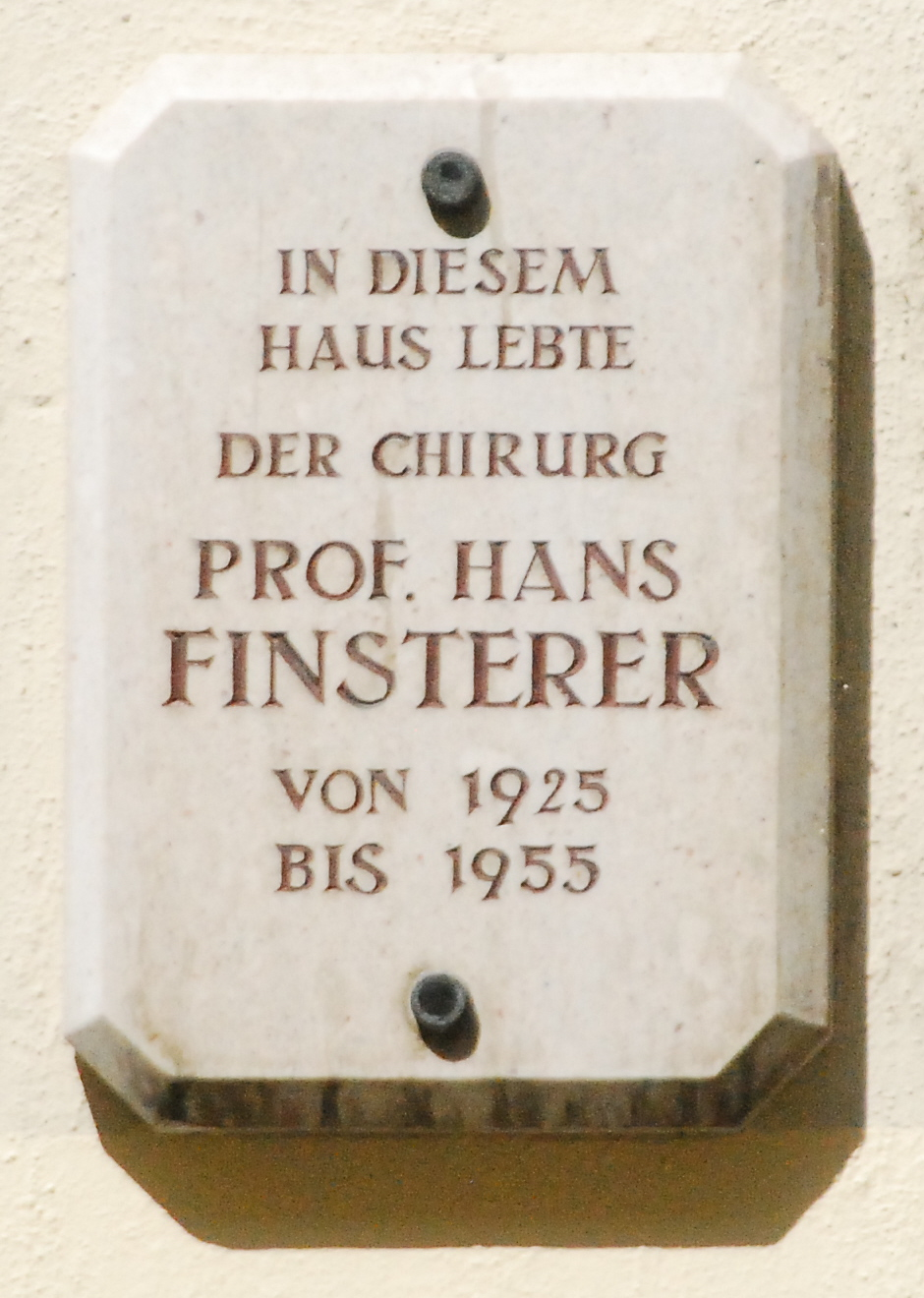
Gedenktafel am Wohnhaus Finsterers in Wien-Alsergrund

Finsterer erhielt zahlreiche Auszeichnungen und Ehrenmitgliedschaften in wissenschaftlichen Vereinen. Unter anderem wurde ihm 1949 mit dem Titel Master of Surgery die höchste – und selten vergebene – Auszeichnung des International College of Surgeons (in Chicago, USA) verliehen.
Der Partezettel zu seinem Tode listet auf: „Dr. Hans Finsterer. Bürger von Wien, Ehrenbürger von Weng, Master of Surgery, Präsident der Österreichisch-Amerikanischen Gesellschaft, Präsident der American Medical Society, Präsident des Österreich-Institutes, Ehrenpräsident des Austrian Chapter of the International College of Surgeons, Vorsitzender der Gesundheitsliga der Vereinten Nationen, Ehrenmitglied der Gesellschaft der Ärzte in Wien, der Krebsgesellschaft, der Medizinischen Gesellschaft in Oberösterreich, der Royal Society of Medicine, London, des International College of Surgeons, Chicago, der Societé Internationale de Chirurgie, Bruxelles, der Academie de Chirurgie de Paris, der Societé de Medicine, Toulouse, der Societé de Medicine, Gent, der Philadelphia Proctalogie Society, des International College of Anesthesits usw. Inhaber zahlreicher in- und ausländischer Orden und Auszeichnungen.“
Hans Finsterer, dem 1947 die Bürgerurkunde der Stadt Wien verliehen wurde, wurde in einem ehrenhalber gewidmeten Grab im Wiener Zentralfriedhof beigesetzt (Gruppe 33h, Reihe 2, Grab Nummer 1a). Im Jahr 1975 wurde in Wien-Donaustadt (22. Bezirk) die Finsterergasse nach ihm benannt. Auch in der Marktgemeinde Aspach (Oberösterreich) erinnert der Dr.-Finsterer-Weg an den großen Chirurgen.
In der Gemeinde Weng erinnert seit 2017 die Finstererstraße an den von dort stammenden Ehrenbürger.
1951 wurde er zum Ehrenbürger seiner Heimatgemeinde Weng im Innkreis ernannt. Seine Heimatgemeinde würdigt Hans Finsterer mit einem Denkmal am Gemeindeplatz, welches von der Bildhauerin Ilse Pompe-Niederführ geschaffen und im Jahre 1966 enthüllt wurde.

## Veröffentlichungen (Auswahl)
- Die totale Darmausschaltung. In: Beiträge zur klinischen Chirurgie. Band 99, 1916, S. 1 ff.
- Ausgedehnte Magenresektion bei Ulcus duodeni statt der einfachen Duodenalresektion bzw. Pylorusausschaltung. In: Zentralblatt für Chirurgie. Band 45, 1918, S. 434 ff.
- Die Methoden der Lokalanästhesie in der Bauchchirurgie und ihre Erfolge. Urban & Schwarzenberg, Berlin / Wien 1923, DNB 579386430.
- Die Chirurgie des Dickdarmes. In: Archiv für klinische Chirurgie. Band 164, 1931, S. 349 ff.
- Die Chirurgie des Dickdarmes II: Das Karzinom des Dickdarmes. In: Archiv für klinische Chirurgie. Band 165, 1931, S. 1 ff.
- Zur chirurgischen Behandlung des Rectumkarzinoms. In: Archiv für klinische Chirurgie. Band 208, 1941, S. 15 ff.
- Die Chirurgie des Dickdarms. Maudrich, Wien / Düsseldorf 1952, DNB 451274644.
- 43-jährige Erfahrungen bei 942 operierten Fällen von Rektumkarzinom. In: Archiv für klinische Chirurgie. Band 279, 1954, S. 283 ff.